# Abila christianeae
Abila christianeae är en insektsart som beskrevs av Frédéric Carbonell 2002. Abila christianeae ingår i släktet Abila och familjen Romaleidae. Inga underarter finns listade i Catalogue of Life.